# Suez (azienda)
Suez è stata una compagnia franco-belga che si è originata nel 1997 dalla fusione della belga Compagnia del Canale di Suez e della francese Lyonnaise des Eaux.

## Storia
Nel luglio 2008 si è fusa con Gaz de France, dando vita al gruppo GDF Suez, la prima società al mondo nella gestione del gas naturale liquefatto, che nel 2015 è diventata Engie. Si calcola che SUEZ rifornisse di acqua 116,4 milioni di persone in tutto il mondo.

## Principali aziende controllate
- SUEZ Energy International: energia
- Suez Environnement: acqua e rifiuti
- Sita: gestione rifiuti
- Degremont: Water & WasteWater treatment engineering
- Electrabel Suez S.A.: elettricità in Europa
- Distrigas: gas in Europa
- ELIA: rete elettrica in Belgio
- Fluxys: rete del gas in Belgio
- United Water: acqua negli USA
- Elyo Services Ltd.
- Tractebel Engineering